# Terry Griffiths
Terry Griffiths OBE (ur. 16 października 1947 w Llanelli, zm. 1 grudnia 2024) – walijski snookerzysta.
Zdobył mistrzostwo amatorów Walii (1975) i Anglii (1977, 1978). Po niepowodzeniu w mistrzostwach świata amatorów zdecydował się rozpocząć karierę zawodową. Już w swoim drugim występie w gronie profesjonalistów zdobył sensacyjnie mistrzostwo świata (1979); pokonał po drodze Perriego Mansa i Alexa Higginsa, a w finale Dennisa Taylora 24:16.
Wystąpił ponadto w finale mistrzostw świata w 1988, uległ jednak Steve’owi Davisowi. Ma na koncie wiele innych sukcesów, wygrywał prestiżowe turnieje, jak B&H Masters 1980, UK Championship 1982, Lada Classic 1982 i inne. 1985, 1986 i 1988 mistrz Walii zawodowców.
Występował do 1997, następnie zajął się pracą trenerską; współpracował m.in. ze Stephenem Hendrym oraz swoimi rodakami – Markiem Williamsem i Matthew Stevensem. Zainicjował utworzenie Walijskiej Młodzieżowej Akademii Snookera.